# Heterobranchus isopterus
Heterobranchus isopterus es una especie de pez de la familia Clariidae en el orden de los Siluriformes.

## Morfología
• Los machos pueden llegar alcanzar los 90 cm de longitud total.

## Distribución geográfica
Se encuentran en África: desde Guinea hasta el sureste de Nigeria. También está presente en el curso superior del río Senegal.